# Lampanyctus festivus
Lampanyctus festivus är en fiskart som beskrevs av Tåning 1928. Lampanyctus festivus ingår i släktet Lampanyctus och familjen prickfiskar. Inga underarter finns listade i Catalogue of Life.